# 寇天敘
寇天敘（1480年—1533年），作寇天敍、寇天叙，字子惇，號涂水，山西榆次縣（今山西省榆次市）人，軍籍，明朝政治人物。

## 生平
治《詩經》，行一，由國子生中式弘治十四年（1501年）山西鄉試第二十三名舉人，年二十九歲中式正德三年（1508年）戊辰科會試第二百六十四名，第三甲第四十五名進士。授南京大理寺評事，進大理寺寺副，出为宁波府知府。十四年（1519年）八月升至應天府府丞。明武宗南巡抵達南京時，從官衞士十餘萬，日費金萬計，近幸官員紛紛索賠。當時應天府府尹齊宗在途中憂慮而亡，寇天敘總攝其事，每日穿青衣皁帽坐堂上。期間遏制江彬等專權，并與兵部尚書喬宇選拳勇者與掠奪民財的禁軍抵抗。
嘉靖三年（1524年）五月，以都察院右僉都御史巡撫宣府。未赴任，九月復除提督抚治郧阳等处。兩個月後调任甘肅巡撫，抵禦蒙古入侵并逮捕其首領脫脫木兒。五年（1526年）十月晋升右副都御史、巡撫陝西，抵禦蒙古入侵固原。九年（1530年）正月官至刑部右侍郎，本年丁忧。十二年服阕，五月起补兵部右侍郎，十一月病卒，卒後家貧不能葬。

## 家族
曾祖寇琰。祖父寇玘，贈大理寺左評事。父寇恭，监生。前母李氏、阎氏；母趙氏；继母吴氏。具庆下，弟天錫、天秩、天衢、天瑞、天相、天畀、天申。